# Natura 2000
Natura 2000 ist ein zusammenhängendes Netz von Schutzgebieten innerhalb der Europäischen Union, das seit 1992 nach den Maßgaben der Fauna-Flora-Habitat-Richtlinie (Richtlinie 92/43/EWG, kurz FFH-Richtlinie) errichtet wird. Sein Zweck ist der länderübergreifende Schutz gefährdeter wildlebender heimischer Pflanzen- und Tierarten und ihrer natürlichen Lebensräume. In das Schutzgebietsnetz werden auch die gemäß der Vogelschutzrichtlinie (Richtlinie 2009/147/EG) ausgewiesenen Gebiete integriert.
Das Natura-2000-Netzwerk umfasste 2013 mehr als 18 % der Landfläche und mehr als 7 % der Meeresfläche der Europäischen Union.

## Grundlagen

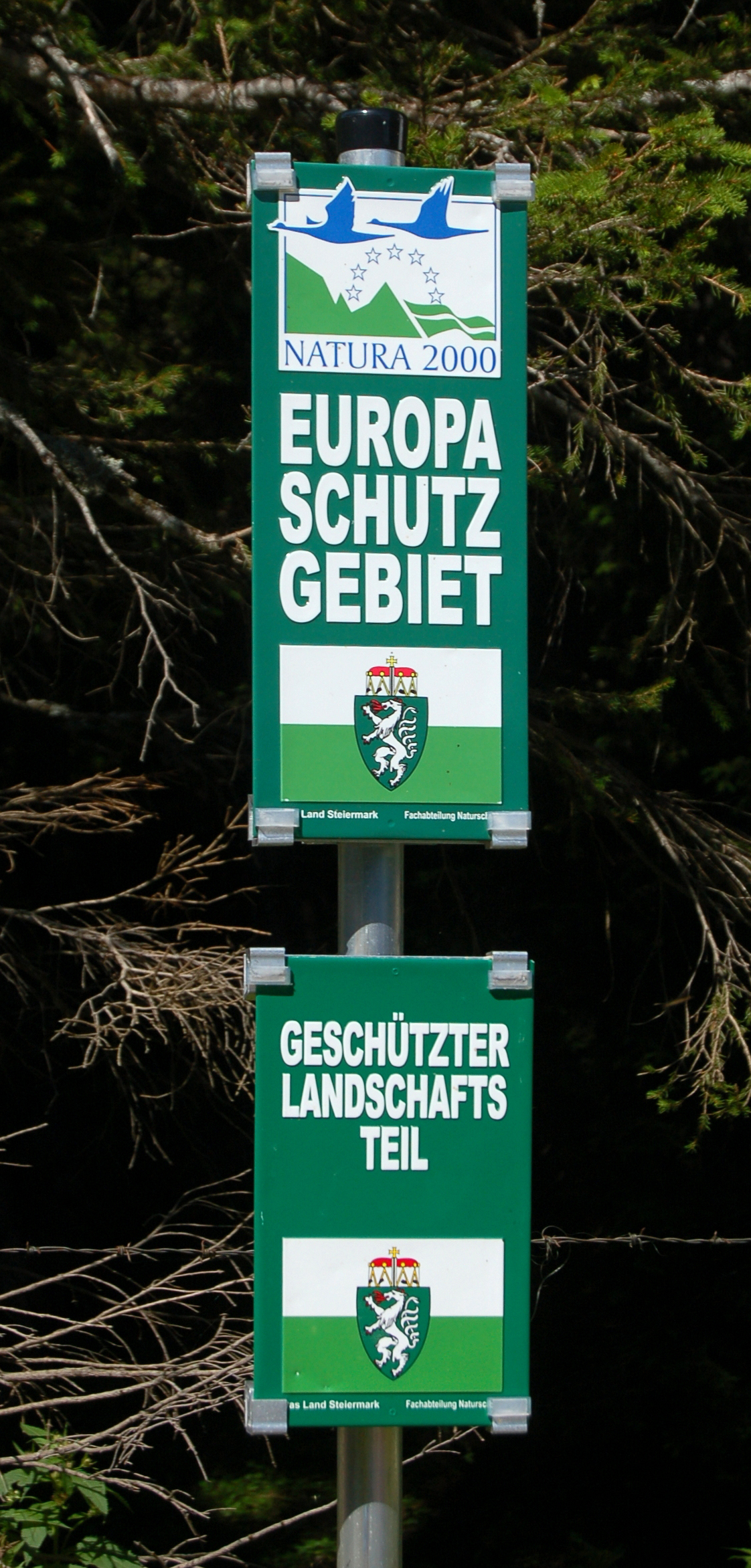
Tafeln Europaschutzgebiet (Natura 2000) und geschützter Landschaftsteil in der Steiermark

Die FFH-Richtlinie und die Vogelschutzrichtlinie mit ihrem Schutzgebietsnetzwerk Natura 2000 und ihren Artenschutzbestimmungen bilden für den Naturschutz ein umfassendes rechtliches Instrumentarium zum Lebensraum- und Artenschutz im europäischen Gebiet der Europäischen Union, nicht hingegen in den auch zur Europäischen Union gehörenden französischen und niederländischen Überseegebieten. Sie dienen damit dem Ziel, den sowohl von der Europäischen Union als auch den Mitgliedstaaten in der Konvention über biologische Vielfalt (CBD, Rio 1992) beschlossenen Schutz der biologischen Vielfalt von Arten und Lebensräumen umzusetzen. Auf dem Europäischen Rat im Jahr 2001 in Göteborg beschlossen die EU-Mitgliedstaaten zudem, bis zum Jahr 2010 den weiteren Verlust an biologischer Vielfalt zu stoppen (2010-Ziel).
Für die Systematik wurde ein ökologisch-geographisches Zonenmodell Europas und angrenzender Regionen entwickelt, die Biogeographischen Regionen der Europäischen Union. Es umfasst 11 Regionen und 5 Meeresgebiete.

## Ablauf des Verfahrens und Benennung

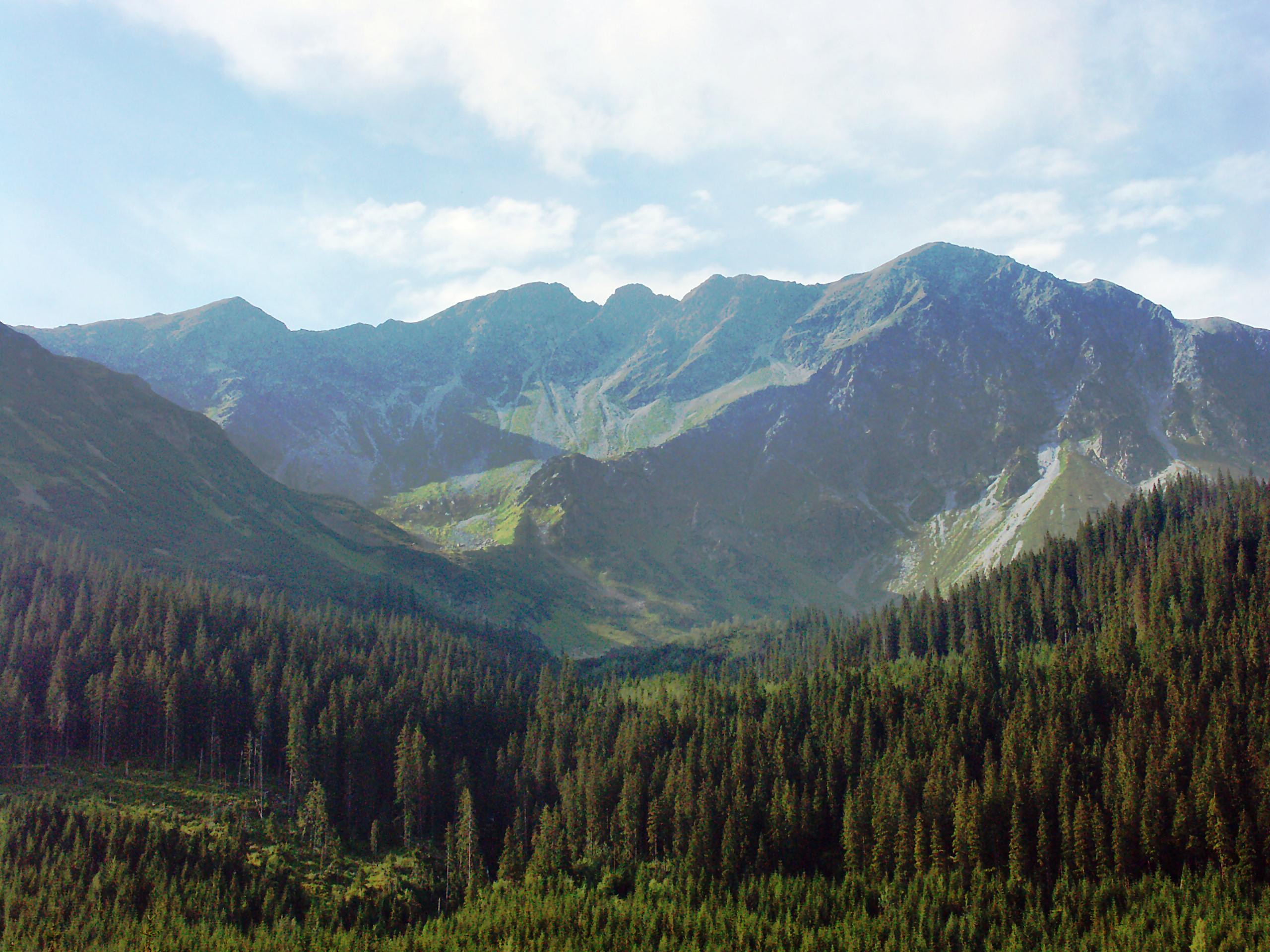
Der Gebirgszug Roháče in der Westtatra

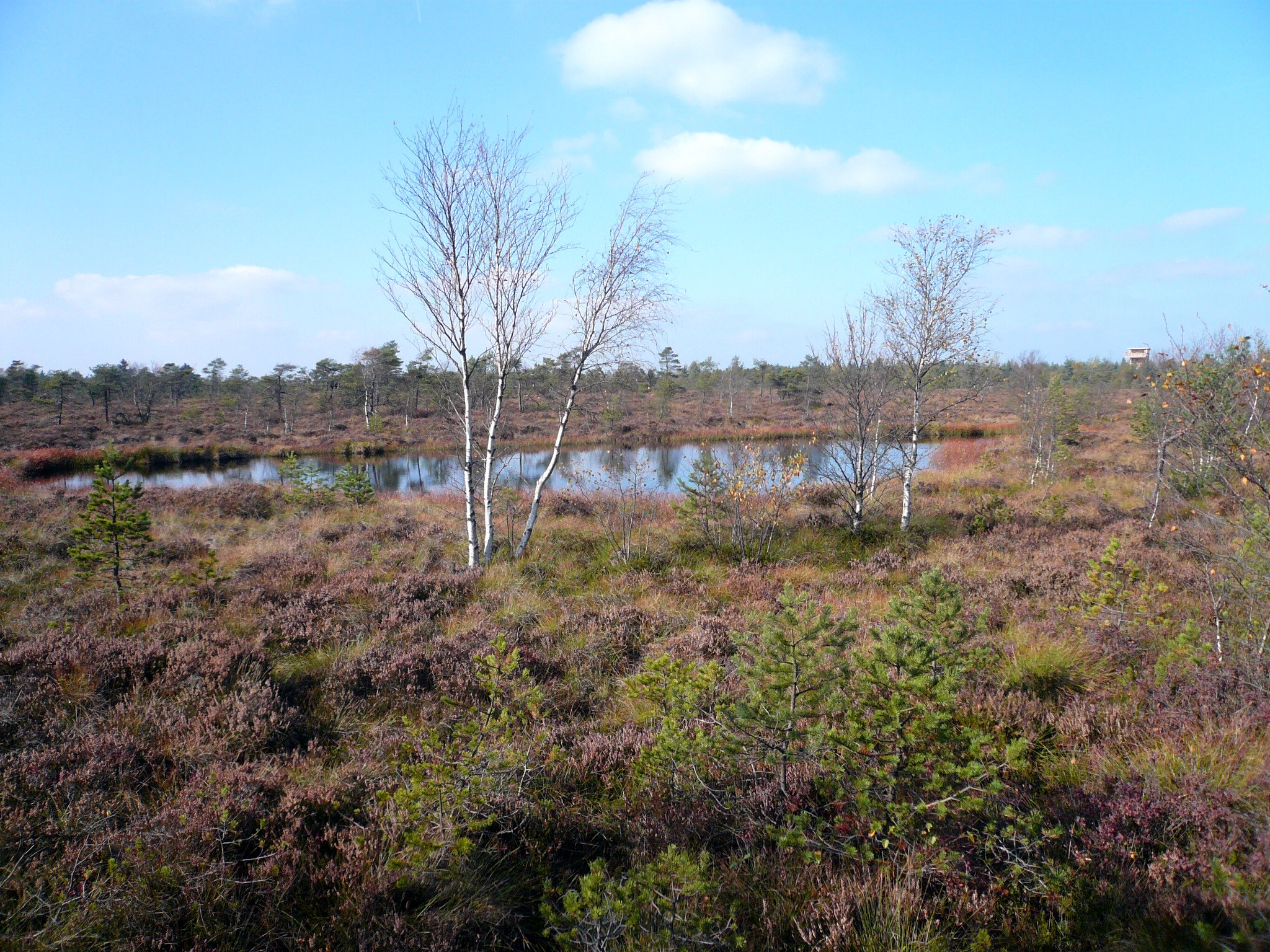
Moorauge am Moorlehrpfad im Schwarzen Moor in der Hochrhön

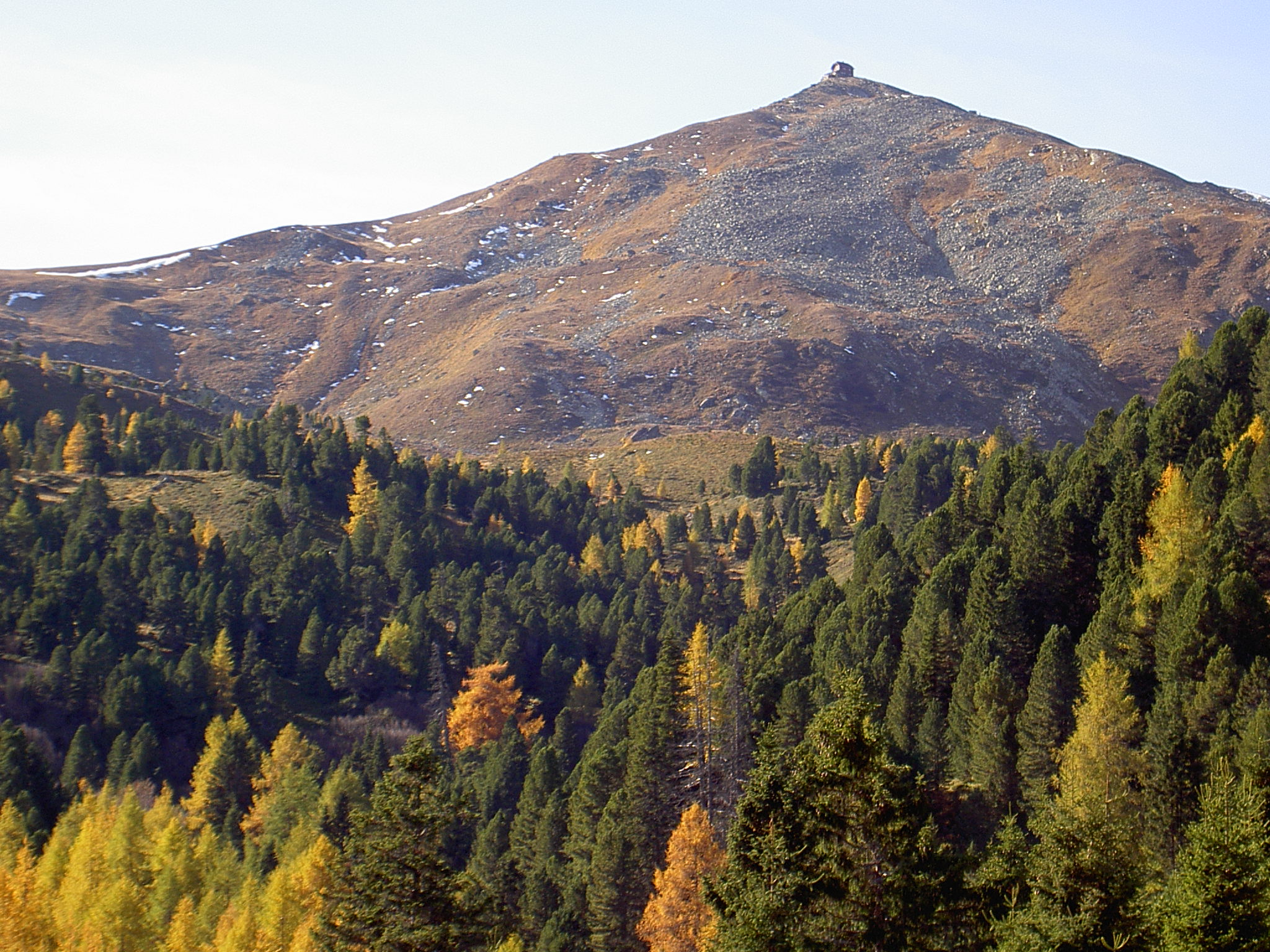
Der Zirbitzkogel ist in den Seetaler Alpen in der Steiermark.

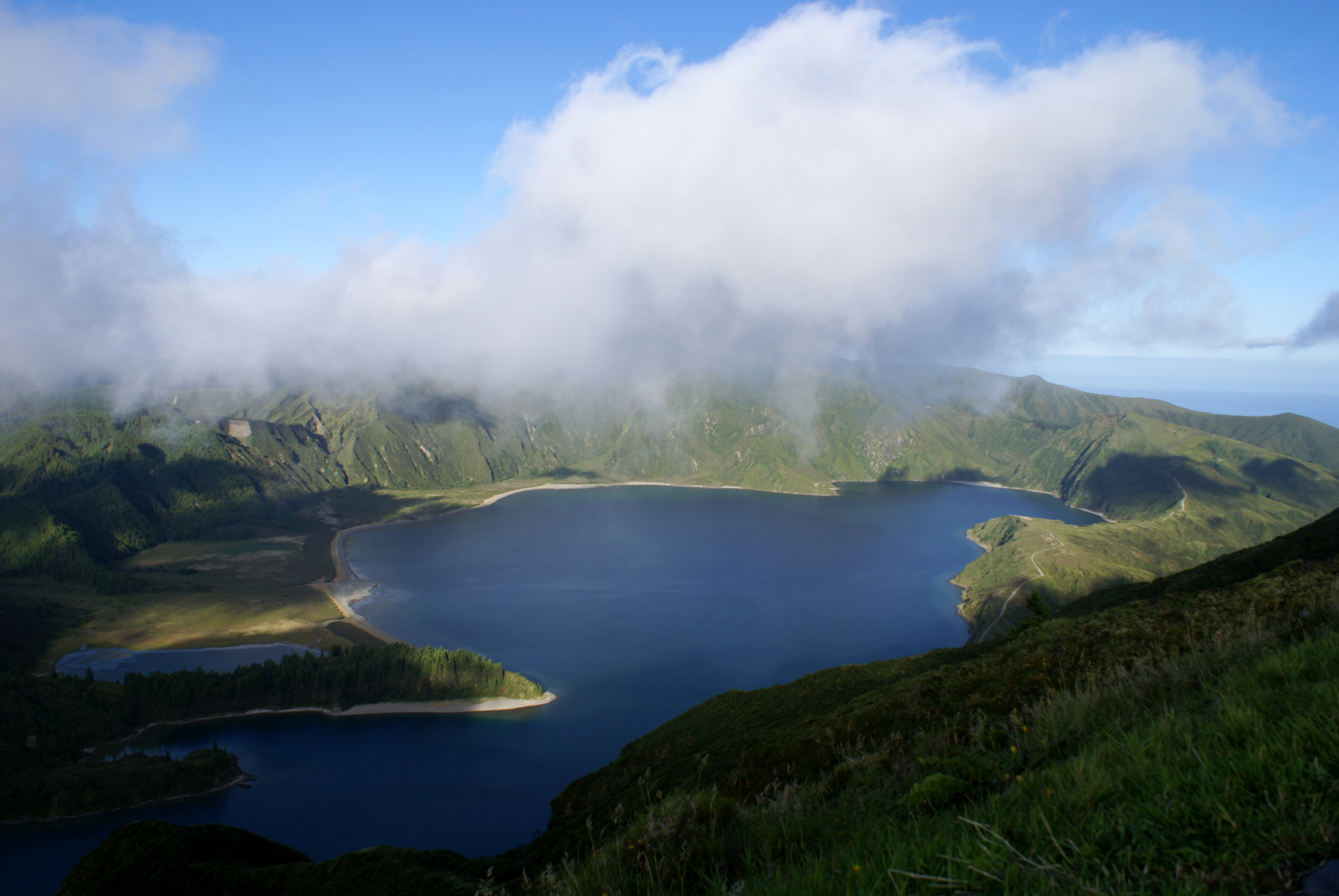
Lagoa do Fogo ist ein See in Portugal auf der Azoren-Insel São Miguel.

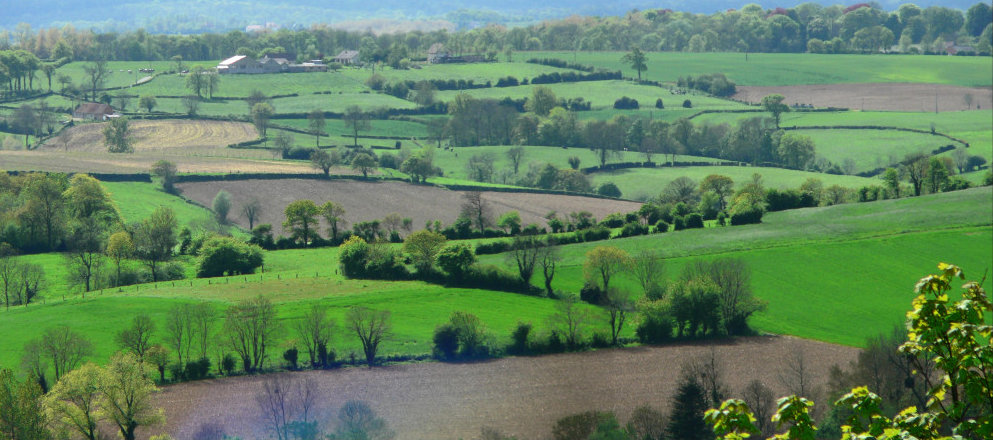
Hainlandschaft in der Boulonnais

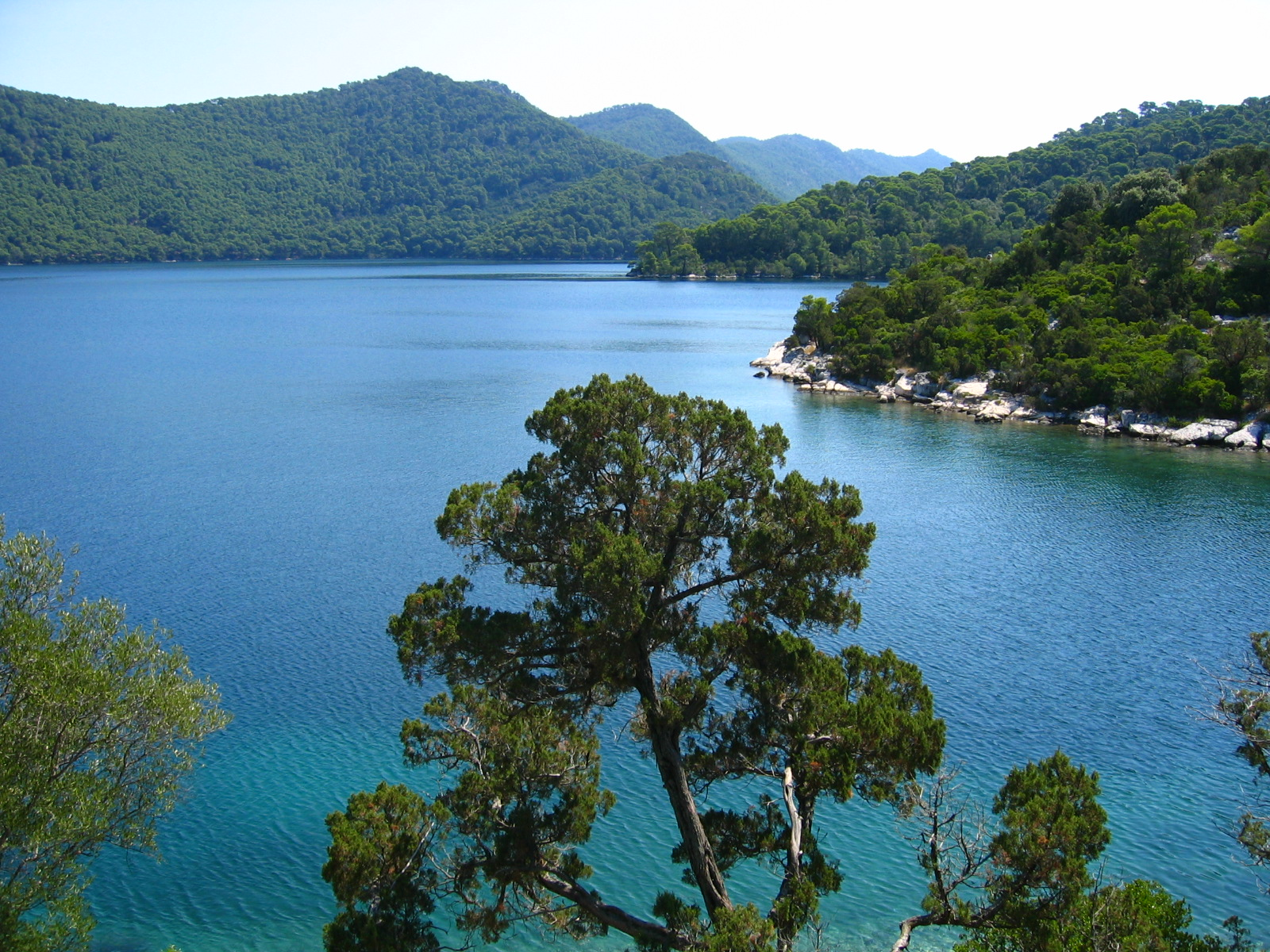
Der Große See im Nationalpark Mljet

Natura 2000 ist keine einfache Weiterentwicklung des vorhandenen Bestandes an Schutzgebieten nationaler oder internationaler Kategorien, sondern wird eigenständig aufgebaut. Das dabei anzuwendende Verfahren ist in der FFH-Richtlinie detailliert festgelegt, hier stark vereinfacht dargestellt:
- Die Mitgliedstaaten wählen, geleitet von den Kriterien lt. Anhang III der FFH-Richtlinie, in Frage kommende Gebiete aus. Dazu zählen:
  - Gebiete, die natürliche Lebensraumtypen lt. Anhang I der FFH-Richtlinie (Lebensräume von gemeinschaftlichem Interesse) umfassen
  - Gebiete, die Habitate der Arten lt. Anhang II der FFH-Richtlinie (Arten von gemeinschaftlichem Interesse) umfassen
- Die ausgewählten Gebiete werden der Europäischen Kommission vorgeschlagen (vorgeschlagene Gebiete gemeinschaftlicher Bedeutung, englisch: proposed sites of Community importance, pSCI). Da es ein zentrales Anliegen der EU-Kommission zur Erfüllung der FFH- und Vogelschutz-Richtlinie ist, eine einheitliche verbindliche Datenerfassung für alle Natura-2000-Gebiete zu gewährleisten, ist es notwendig Standarddatenbögen für alle vorgeschlagenen Gebiete zu erstellen, auf dessen Grundlage der Aufbau eines europäischen Datenbanksystems zur Verwaltung von Natura-2000-Gebieten sichergestellt werden kann.
- Nach einem Bewertungsverfahren und Abstimmung mit den Mitgliedstaaten legt die Kommission eine Liste der Gebiete von gemeinschaftlicher Bedeutung (abgekürzt GGB, englisch Site of Community Importance, abgekürzt SCI) fest. Eine erstmalige Veröffentlichung dieser Liste erfolgte im Amtsblatt der EU im Jahr 2004.
- Die Mitgliedstaaten sind anschließend verpflichtet, diese Gebiete so schnell wie möglich, spätestens jedoch innerhalb von sechs Jahren als besondere Schutzgebiete (BSG),[4] Special Areas of Conservation (SAC) endgültig unter Schutz zu stellen.

Im Unterschied dazu erlangen Gebiete, die von den Mitgliedstaaten nach den Maßgaben der Vogelschutzrichtlinie ausgewählt wurden (Special protection areas, SPA), den Status eines besonderen Schutzgebiets unmittelbar durch ihre Meldung an die Kommission, d. h. ohne Bewertungsverfahren.

### Gebietstyp und -Kennzeichnung
Es ist zu beachten, dass die deutschsprachige Übersetzung „Besonderes Schutzgebiet“ sowohl für das „Special Area of Conservation“ der FFH-Richtlinie als auch für das „Special protection area“ der Vogelschutzrichtlinie verwendet wird, und dass der Ausdruck „Special protection area“ nicht in der Vogelschutzrichtlinie selbst, sondern erst einige Jahre später in der FFH-Richtlinie geprägt wurde. Da sich außerdem die beiden Gebietstypen in der Fläche überschneiden dürfen, haben sich zur Unterscheidung in Deutschland die Bezeichnungen FFH-Gebiet und Europäisches Vogelschutzgebiet etabliert. Für die Gebiete der Vogelschutzrichtlinie ist häufig auch die mehrdeutige Kurzform „Vogelschutzgebiet“ anzutreffen.
Zur Identifikation erhält jedes Natura-2000-Gebiet eine europaweit eindeutige Kenn-Nummer (auch EU-Code oder Site-Code genannt). Daneben führen aber z. B. die Länder in Deutschland und teilweise die Bundesländer in Österreich auch interne Nummerierungen. Außerdem wurde ein Buchstabencode (A–K) = Gebietstyp eingeführt, welcher die Lagebeziehung zu anderen Gebieten des Natura-2000-Netzwerkes darstellt. Die Gebietskennzeichnung erfolgt dabei auf dem auszustellenden Standarddatenbogen u. a. durch die Festlegung eines entsprechenden Gebietstyps, dieser lautet allgemein verbindlich wie folgt:
- A: ausgewiesenes Vogelschutz-Gebiet gem. Vogelschutzrichtlinie
- B: FFH-Gebietsvorschlag ohne Überschneidung mit einem Vogelschutz-Gebiet (Typ A)
- C: ausgewiesenes Vogelschutz-Gebiet (Typ A) = vorgeschlagenes FFH-Gebiet (Typ B)

in einigen Bundesländern (z. B. in Sachsen) werden weitere Gebietstypen verwendet, welche sich aber europaweit bisher nicht durchgesetzt haben:
- E: FFH-Gebiet (Typ B), das ein anderes Natura-2000-Gebiet berührt, welches in einem anderen Verwaltungsbezirk Typ A-C sein kann
- G: FFH-Gebiet (Typ B), welches Teilmenge eines Vogelschutz-Gebietes (Typ A) ist
- I: Vogelschutz-Gebiet (Typ A), welches Teilmenge eines FFH-Gebietes (Typ B) ist
- K: FFH-Gebiet (Typ B) mit teilweiser Überschneidung eines Vogelschutz-Gebietes (Typ A)

Die deutsche Gebiets-Kennzeichnung des Natura 2000 Site-Code erfolgt dabei über einen entsprechenden Schlüssel durch eine 9-stellige Kennziffer, welche vom Bundesamt für Naturschutz (BfN) vergeben wird. Die ersten beiden Zeichen sind mit „DE“ für Deutschland vorbelegt, die sieben folgenden Ziffern bestehen aus der 4-stelligen Nummer des Messtischblatt (TK25), gefolgt von einer „3“ für ein FFH-Gebiet (Typ B) oder einer „4“ für ein Vogelschutz-Gebiet (Typ A) sowie gefolgt von zwei Ziffern für die fortlaufende Nummerierung innerhalb des jeweiligen TK25-Messtischblattes, da mehrere kleinere Gebiete in einem Blatt auftreten können. Befindet sich ein Natura-2000-Gebiet wegen seiner Größe oder wegen mehreren einzelnen Teilgebieten in verschiedenen TK25-Blättern, wird der nordwestlichste Teilbereich des Gebietes für die Benennung des TK25-Blattes (Stellen 3–6) und des Teilbereichs (Stellen 8+9) innerhalb des Blattes verwendet.
In den meisten Bundesländern Österreichs werden Natura-2000-Gebiete durchweg unter der Bezeichnung Europaschutzgebiet verordnet, mancherorts im Besonderen dann, wenn es sich um Gebiete mit Schutz nach beiden Richtlinien handelt. Das Europaschutzgebiet ist in den moderneren Landesnaturschutzgesetzen auch als nationale Schutzklasse verankert.

## Zeitplan und Ausbaustand
Die FFH-Richtlinie legt für die Errichtung von Natura 2000 einen genauen Zeitplan fest. Demnach sollten binnen drei Jahren nach Bekanntgabe der Richtlinie (d. h. bis 1995) die Gebietsvorschläge der Mitgliedstaaten erfolgen. Binnen sechs Jahren nach Bekanntgabe der Richtlinie (bis 1998) sollte daraus die Liste der Gebiete gemeinschaftlicher Bedeutung durch die Europäische Kommission erstellt werden. Daran anschließend sollten die festgelegten Gebiete so schnell wie möglich, spätestens aber binnen weiterer sechs Jahre, durch den betreffenden Mitgliedstaat als besondere Schutzgebiete ausgewiesen werden (spätestens bis zum Jahr 2004).
Dieser Zeitplan wurde nicht eingehalten. Verzögerungen ergaben sich anfangs u. a. durch fehlende Maßstäbe hinsichtlich des Umfangs bzw. der Vollständigkeit der Gebietsmeldungen. Entsprechende Kriterien wurden erst ab 2000 auf von der Kommission einberufenen Expertentreffen erarbeitet. Die trotzdem weiter auftretenden Verzögerungen veranlassten die Kommission zu Sanktionsandrohungen und Klagen gegen einzelne Mitgliedstaaten. Zusätzlichen Druck übten verschiedene nichtstaatliche Naturschutzverbände aus, indem sie aus eigener Kompetenz zahlreiche Gebietsmeldungen erstellten (sogenannte Schattenlisten), und damit die Meldedefizite der Mitgliedstaaten deutlich machten. Anerkannte und maßstabsbildende Bedeutung erlangten dabei vor allem die Listen der Important Bird Areas, die von BirdLife International geführt werden.
Im Jahr 2004 wurde eine noch vorläufige Liste der Gebiete gemeinschaftlicher Bedeutung veröffentlicht, mit der die Umsetzung seitens der Mitgliedstaaten ein erstes festes Fundament erhielt. Daneben wurden von den Mitgliedstaaten ständig weitere Gebiete an die Kommission gemeldet. Selbst ohne Berücksichtigung der Staaten, die erst nach 1992 EU-Mitglied geworden sind, war der Nachmeldeprozess auch im Jahr 2008 noch nicht abgeschlossen.
Periodisch aktualisierte Informationen über den Ausbaustand bietet das von der Europäischen Kommission veröffentlichte Natura-2000-Barometer. Demnach waren Ende 2009 in der EU insgesamt 23.810 Gebiete (marine und terrestrische) mit 716.992 km² Gesamtfläche, davon 585.533 km² Landfläche (13,5 % der Landfläche der EU) und 131.459 km² Meeresfläche als Natura-2000-Gebiete von europaweiter Bedeutung ausgewiesen; davon in Deutschland insgesamt 4675 Gebiete mit 54.342 km² Gesamtfläche, davon 34.574 km² Landfläche (9,7 % der Landfläche) und 19.768 km² Meeresfläche, in Österreich 168 Gebiete mit 8978 km² Landfläche (10,7 % der Landfläche). Insgesamt entfallen mit 2010 etwa 11,6 % des Hoheitsgebietes der EU auf Gebiete von gemeinschaftlichem Interesse. Bis Januar 2011 kamen noch einmal fast 27.000 km² in fünfzehn EU-Mitgliedstaaten hinzu.

## Praktische Umsetzung
Die Mitgliedsstaaten sind verpflichtet, in den ausgewiesenen Gebieten für einen in der FFH-Richtlinie definierten „günstigen Erhaltungszustand“ der jeweils bedeutsamen Artvorkommen und Lebensräume zu sorgen und alle sechs Jahre an die Kommission Bericht zu erstatten.
Es obliegt den Mitgliedstaaten, die jeweils geeigneten Schutzinstrumente auszuwählen. Diese können gesetzlicher, administrativer oder vertraglicher Art sein, wobei auch die Unterschutzstellung nach vorhandenen nationalen Kategorien möglich und gebräuchlich ist – die Aufnahme in das Natura-2000-Netzwerk ist ad hoc noch keine Unterschutzstellung, sondern eine Darstellung der gemeinschaftlichen Bedeutung des Gebietes. Bereits existierende nationale Schutzgebiete oder Teile davon, die den Auswahlkriterien entsprachen, sind oft als Europaschutzgebiet gemeldet worden. Dadurch ergeben sich verschiedene Überschneidungen und Kombinationen von Schutzgebieten nach nationalen Schutzkategorien und eigens eingerichteten Schutzgebieten des Natura-2000-Netzwerks.
Umsetzungsdefizite in Deutschland
2015 leitete die EU-Kommission gegen Deutschland ein Vertragsverletzungsverfahren ein, weil trotz des Fristablaufs im Jahr 2010 bei 2.784 der 4.606 Gebiete die Unterschutzstellung noch fehlte. In einer Pressemitteilung der EU-Kommission vom 24. Januar 2019 wirft sie Deutschland vor:

„Deutschland hat es versäumt, innerhalb der vorgeschriebenen Fristen 787 von 4606 Gebieten von gemeinschaftlicher Bedeutung als besondere Schutzgebiete auszuweisen. Darüber hinaus hat Deutschland es auch generell und fortgesetzt versäumt, für alle Natura-2000-Gebiete hinreichend detaillierte Ziele festzulegen. Die Kommission ist ferner der Auffassung, dass Deutschland es versäumt hat, dafür zu sorgen, dass die Behörden in sechs Bundesländern Managementpläne aktiv und systematisch an die Öffentlichkeit weiterleiten.“

## Finanzierung
Die EU stellt den Mitgliedsstaaten finanzielle Hilfen für die Ausweisung der Fauna-Flora-Habitate, kurz FFH-Gebiete, zur Verfügung. Lange stritten die Kommission und die Mitgliedsstaaten über die realen Kosten der Maßnahmen. 2007 veröffentlichte die Kommission schließlich eine Schätzung, nach der 3,4 bis 5,7 Milliarden Euro jährlich für die Umsetzung im Gebiet der EU notwendig seien. Die Kommission verwies damals darauf, dass es sich eher um die Untergrenze des Finanzbedarfs handele. Auch waren die künftigen Beitrittsstaaten noch nicht berücksichtigt.

## Sonderformen
Neben der Umsetzung der beiden zentralen Richtlinien bietet das Netzwerk auch Raum für nationale und regionale Sonderformen:
- Wild-Europaschutzgebiete im Land Salzburg/Österreich sind speziell auf jagdrechtliche Aspekte ausgelegte FFH- oder Vogelschutzgebiete.
- Meeresschutzgebiete (Marine Protected Areas) stellen eine besondere Kategorie innerhalb des Natura-2000-Konzepts dar.

In Deutschland sind für die Umsetzung von Natura 2000 in den Hoheitsgewässern (innerhalb der 12-Seemeilen-Zone) die Bundesländer zuständig. Beim Bundesamt für Naturschutz arbeitet eine eigene Arbeitsgruppe an dem Programm für Meeresschutzgebiete mit dem Namen Habitat Mare Natura 2000. Für Natura 2000 im Bereich der Ausschließlichen Wirtschaftszone Deutschlands (AWZ), die sich seewärts der 12-Seemeilen-Zone anschließt und bis zu den internationalen Gewässern jenseits der 200-Seemeilen-Zone reicht, ist hingegen der Bund, vertreten durch das Bundesamt für Naturschutz und das Bundesumweltministerium, verantwortlich. Ausschlaggebend für die Ausweisung von Natura-2000-Gebieten im Meer sind das Vorkommen und die Verbreitung spezieller Arten von Seevögel, Meeressäugern und Fischen, auch können besonders schützenswerte, international bedeutsame Lebensraumtypen wie Sandbänke und Riffe erhalten werden. Am 25. Mai 2004 meldete Deutschland der EU-Kommission 10 Natura 2000 – Gebiete in der deutschen AWZ von Nord- und Ostsee. Zwei der Gebiete zum Schutz von Seevögeln sind seit September 2005 als nationales Naturschutzgebiet bzw. internationales Besonderes Schutzgebiet (Special Protection Area – SPA) ausgewiesen. Die übrigen acht FFH-Gebiete wurden im November 2007 von der EU als Gebiete gemeinschaftlicher Bedeutung (Site of Community Importance – SCI) anerkannt. Seit Januar 2008 ist deren Schutzstatus rechtskräftig geworden.
Aus Sicht des Meeresschutzes ist die Bedeutung der Gebiete schon durch Präzedenzfälle in Frage gestellt: Die geplante feste Fehmarnbeltquerung soll im Natura-2000-Gebiet Fehmarnbelt errichtet werden. Der Strukturfonds der EU soll dabei einen erheblichen Teil der Baukosten tragen.

## Stellung des Natura-2000-Netzwerks im System der IUCN
Im international üblichen System der Management-Kategorien der International Union for Conservation of Nature and Natural Resources (IUCN) ist das Natura-2000-Netzwerk nicht festzumachen: Die Kommission hat es den Mitgliedern der EU freigestellt, wie das unionsrechtlich verankerte Interesse in Maßnahmen des Schutzgebietsmanagements umgesetzt wird. Je nach Schutzgut und -ziel sind unterschiedliche Schutzregime, von der vollkommenen Außernutzungstellung bis zu aktiven Maßnahmen zur Erhaltung einer Art oder eines Lebensraumes, sinnvoll und möglich. Die rechtlichen Grundlagen der Gemeinschaften sehen nur ein Verschlechterungsverbot vor, manche Staaten – wie Österreich – fokussieren ihre nationalen Schutzmaßnahmen auf „Wiederherstellung“ und „Erreichung eines günstigen Erhaltungszustandes“ (positiver Erhaltungsgedanke). In einigen Ländern erfasst das Natura-2000-Netzwerk nur streng geschützte Gebiete, andere haben auch land- und forstwirtschaftlich genutzte Flächen mit aufgenommen. Zahlreiche der Gebiete sind auch nationalen Schutzkategorien zugeordnet, und so zwischen IUCN II National Park (“protected area managed mainly for ecosystem protection and recreation”) bis zu V Protected landscape (“… managed mainly for landscape/seascape conservation and recreation”) einzuordnen, Natura-2000-Gebiete haben aber mit dem Wildnisgedanken (unberührter Natur, IUCN I) des klassischen Naturschutzes von ihrem Schutzkonzept her nichts zu tun.
Daneben hat eine Arbeitsgruppe der Ministerkonferenz zum Schutze des Waldes in Europa (MCPFE) ein – spezifisch europäisches – Klassifikationsschema Assessment Guidelines for Protected and Protective Forest and other Wooded Land in Europe (MCPFE-Schutzgebietsklassen) für Waldschutzgebiete erarbeitet, dass unter Klasse 1.3. “Conservation through active management” (deutsch: „Erhaltung durch aktives Management“) vorsieht – aber selbst diesem Konzept entspricht das Natura-2000-Netzwerk in seinem Anliegen, „die biologische Vielfalt in den Mitgliedstaaten durch Festlegung eines gemeinsamen Rahmens für die Erhaltung der wildlebenden Pflanzen und Tiere und der Lebensräume von gemeinschaftlichem Interesse aufrechtzuerhalten“, nicht – die konkrete Kriterienliste entspricht eher dem Welterbe-Gedanken der UNESCO.

## Nationale Umsetzungen

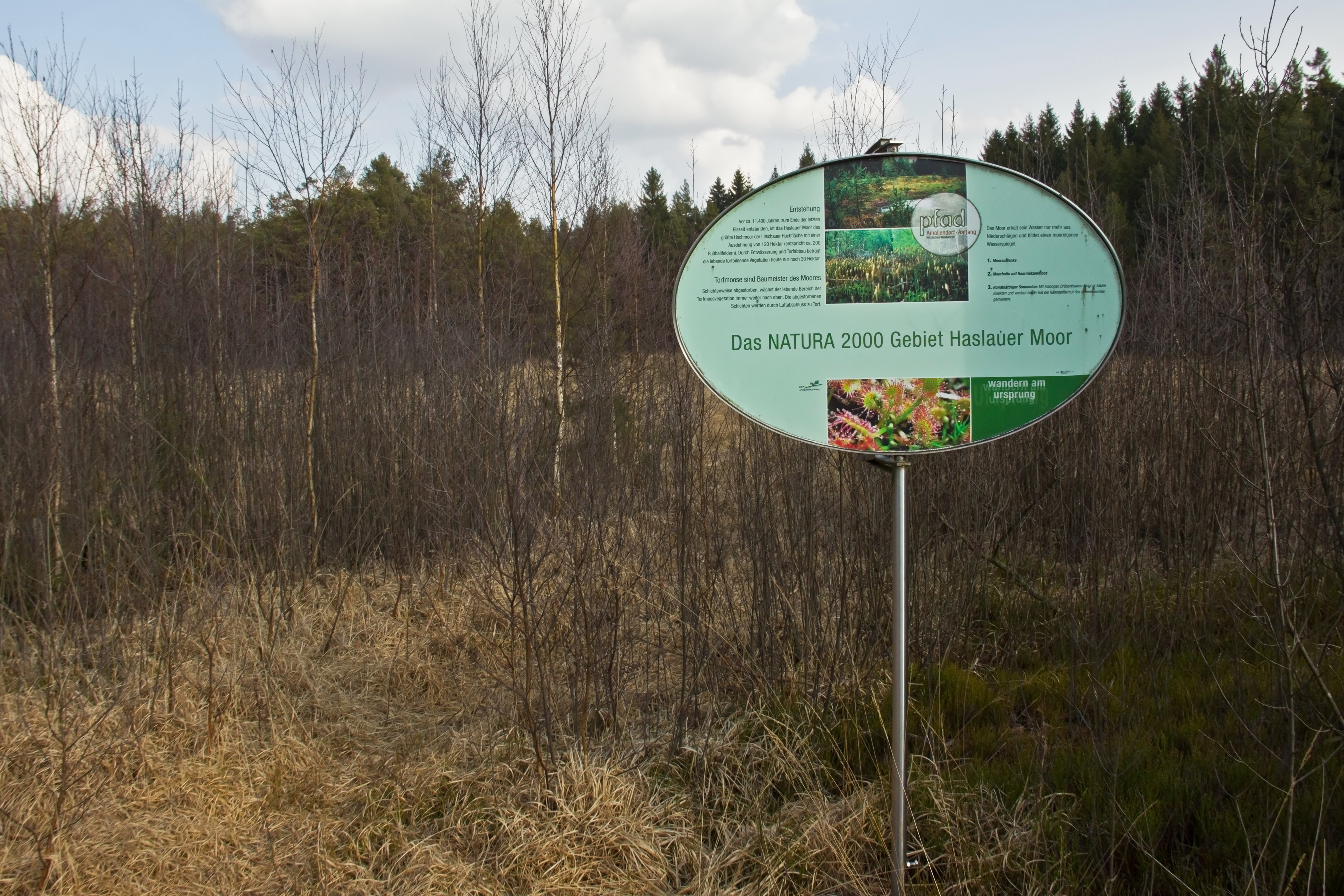
Kennzeichnung des Naturschutz- und Natura-2000-Gebiet Haslauer Moor, südlich von Amaliendorf (Waldviertel, Österreich)

Ende 2013 waren 27.308 SCI- und SPA-Gebiete mit 1.039.332 km² ausgewiesen, 787.767 km² Landfläche, 251.565 km² Meeresgebiet. Das sind 23 % der Staatsfläche (EU-28). Spanien war zu der Zeit europaweit führend im Ausmaß der insgesamt geschützten Fläche (rund 148.000 km², 29,3 % des Staatsgebietes), ein Großteil davon liegt im Nationalpark Coto de Doñana. Frankreich an 2. Stelle hatte rund 111.000 km² ausgewiesen. Das dichteste Netz in Relation zum Staatsgebiet hatte Malta (rund 74 % der Staatsfläche geschützt). Bei den Seegebieten hatte Großbritannien mit rund 74.000 km² die umfangreichste Fläche, und Malta mit rund 61 % die höchste nationale Dichte.
- In Deutschland wurde Natura 2000 mit der Umsetzung in nationales Recht innerhalb des Bundesnaturschutzgesetzes im April 1998 sowie mit den Novellen des BNatSchG 2002 und 2007 rechtsverbindlich. Da Naturschutz in Deutschland Ländersache ist, sind die einzelnen Bundesländer für die Ausweisung von FFH-Gebieten zuständig. Ausnahme ist die Deutsche AWZ; für Meeresschutzgebiete (MPA) in diesem maritimen Bereich ist der Bund und damit das BfN zuständig.
- Zu Österreich, wo Natura 2000 im Landesnaturschutzrecht umgesetzt wird, siehe Europaschutzgebiete in Burgenland, Kärnten, Niederösterreich, Oberösterreich, Salzburg, Steiermark, Tirol, Vorarlberg, Wien.
- Schweden setzt Natura 2000 ebenfalls nach und nach um. Für Schweden sind 90 Lebensraumtypen gelistet und dazu ca. 100 gefährdete Tier- und Pflanzenarten aus den Anhängen 1 und 2.[22] Sämtliche schwedischen Natura-2000-Gebiete sind als Reichsinteresse klassifiziert.[23]

Stand Ende 2021 waren 27.031 SCI- und SPA-Gebiete mit 1.219.403 km² ausgewiesen, 766.920 km² Landfläche sowie 452.494 km² Meeresgebiet.

## Konflikte
In ganz Europa ist die Ausweisung des Netzwerkes mit Nutzungskonflikten verbunden. Deshalb ist die nationale Umsetzung auch sehr unterschiedlich erfolgreich. Naturschutzverbände wiesen immer wieder auf die Degradation von FFH-Gebieten durch direkte Zerstörung, Landschaftszerschneidung oder Qualitätsminderung hin.
Beispiele:
- Im Januar 2019 hat die Europäische Kommission Spanien wegen Nichteinhaltung der Richtlinie 2000/60/EG (Wasserrahmenrichtlinie) beim Gerichtshof der Europäischen Union angeklagt, da die Grundwasserkörper, welche die Feuchtgebiete von Doñana speisen, nicht genügend von der Nutzung durch die Landwirtschaft und den Tourismus geschützt werden.[25] Der WWF Spanien hat diesbezüglich bereits im April 2010 eine Beschwerde eingereicht, woraufhin die Europäische Kommission im November 2014 ein Vertragsverletzungsverfahren gegen Spanien eingeleitet hat. Im Klageverfahren der EU-Kommission[26] vor dem Europäischen Gerichtshof, dem obersten rechtsprechenden Organ der EU, urteilte das Gericht 2021, Spanien tue nicht alles, um den Nationalpark Coto de Doñana zu schützen und sprach von „übermäßiger Entnahme von Grundwasser“.[27] Die Rettung des Feuchtgebiets wurde damit noch nicht erreicht, so dass die IUCN 2023 das Feuchtgebiet aus ihrem Katalog der gut gemanagten Naturschutzgebiete strich.[28]
- Der laut Euronatur wichtigste Zugvogel-Rastplatz an der Adria-Ostküste soll durch die Saline von Ulcinj in Montenegro für mindestens 257,8 Millionen Euro verkauft werden. Damit droht die Degradierung des global bedeutenden Feucht- und eines künftigen FFH-Gebiets. Im Rahmen der Privatisierung des einstigen Staatsbetriebs 2005 hat das Unternehmen Eurofond 75 Prozent des Betriebs für 800.000 Euro vom Staat Montenegro übernommen. Dazu zählt auch das 14,5 Millionen Quadratmeter große Salinengelände, das nun Bauland werden soll. Für Montenegro wurde mit Unterstützung der deutschen Bundesregierung und der Deutschen Gesellschaft für Internationale Zusammenarbeit (GIZ) 2007 ein Raumplan (2005–2020) erstellt, der auch FFH-Gebiete vorsah. Der Beitrittskandidat Montenegro änderte 2012 die vorgesehene Nutzung des Gebiets.
- In dem 1998 ausgewiesenen Natura 2000 MPA Fehmarnbelt entsteht nach dem Willen der deutschen und der dänischen Regierung die Feste Fehmarnbeltquerung.
- Im Vogelschutzgebiet Talsperre Valdecañas wurde 2007 bis 2011 eine Ferienanlage bestehend aus einem Luxushotel, einem Kongresszentrum, einem 18-Loch-Golfplatz, 186 Villen plus 380 vorbereiteten und baubereiten Villengrundstücken, einem künstlichen Strand, einem Yachthafen, Sportplätzen und anderen Einrichtungen mit Genehmigung der Regionalbehörden illegal errichtet. Die Umweltorganisation Ecologistas en Acción (Umweltschützer in Aktion) klagte 14 Jahre lang gegen das Projekt. Der Oberste Gerichtshof in Madrid  urteilte dann im Februar 2022, dass die Anlage komplett abzureißen sei. Der Abriss soll mindestens 34 Millionen Euro kosten. Dazu kommen finanzielle Entschädigungen in geschätzter Höhe von 111 Millionen Euro.[29][30][31]